# Cyphopterum maroccanum
Cyphopterum maroccanum är en insektsart som beskrevs av Lindberg 1962. Cyphopterum maroccanum ingår i släktet Cyphopterum och familjen Flatidae. Inga underarter finns listade i Catalogue of Life.